# Suolo bruno

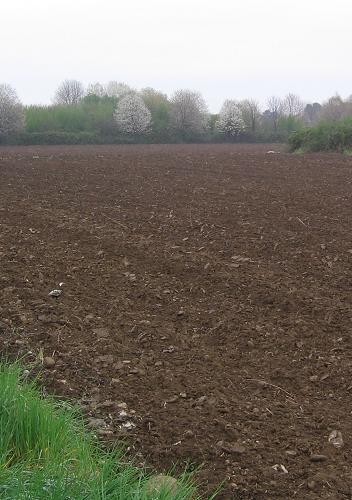
Orizzonte superficiale di un suolo interessato da brunificazione, messo a nudo dopo un'aratura (Lombardia).

Un suolo bruno è una particolare tipologia di suolo caratterizzata dall'abbondanza relativa di composti (prevalentemente ossidi idrati) del ferro che gli fanno assumere un colore marrone.
Il processo pedogenetico predominante (chiamato per l'appunto brunificazione) vede la formazione di complessi argillo-humici in cui i due componenti vengono legati da ferro proveniente dall'alterazione geochimica della roccia madre; la loro successiva decomposizione libera nel profilo ossidi idrati di ferro (goethite), di colore giallastro che, sovrapposto al grigio dei minerali primari inalterati, dà il colore sul marrone di questi suoli. Si ha una certa produzione di minerali argillosi di neoformazione, prevalentemente a struttura 2:1 (bisiallitizzazione).
Il processo di brunificazione di un suolo è caratteristico dei climi temperati, di tipo suboceanico o subcontinentale soprattutto, in cui non ci siano eccessi termici e non manchi mai l'umidità atmosferica. Suoli derivanti da brunificazione sono perciò molto diffusi in Europa, parti del Nordamerica, Sudamerica e Asia; inoltre, visti i lineamenti climatici, questi suoli sono generalmente associati alla vegetazione forestale decidua, anche se in molti casi sono stati dissodati e supportano oggi colture agricole.